# Bartłomiej Szołdrski
Bartłomiej Szołdrski herbu Łodzia (zm. 6 lutego 1751) – kasztelan santocki, kasztelan biechowski.

## Rodzina
Urodził się w rodzinie Jakuba i Katarzyny z Malechowskich. Jego pradziad Jan Szołdrski (zm. 1644), pełnił urząd kasztelana biechowskiego. 
Poślubił Marię Eleonorę Bechstein, z którą miał dwie córki: Ludwikę i Wiktorię Annę. Z drugiego małżeństwa urodziła się córka Maria Wilhelmina.

## Pełnione urzędy
W latach 1738–1744 pełnił urząd kasztelana santockiego. Od 14 listopada 1744 na stanowisku kasztelana biechowskiego
Był dziedzicem Iłowca Kościelnego (powiat kościański), w którym został pochowany.